# Crotalaria schmitzii
Crotalaria schmitzii är en ärtväxtart som beskrevs av Rudolf Wilczek. Crotalaria schmitzii ingår i släktet sunnhampor, och familjen ärtväxter. IUCN kategoriserar arten globalt som otillräckligt studerad. Inga underarter finns listade i Catalogue of Life.